# Horex Regina-serie
De Horex Regina-serie is een serie motorfietsmodellen die het merk Horex produceerde van 1950 tot 1958. De serie kende drie modellen: De Horex Regina 250, de Horex Regina 350 en de Horex Regina 400.

## Voorgeschiedenis
| Het Horex SB 35-blok werd gebruikt in de Victoria Pionier en deze Victoria KR 35 |
| Het druppelvormige, gestroomlijnde linker carterdeksel was nog een erfenis van de door Richard Küchen ontwikkelde Horex SB 35. Het verdween met de komst van de Regina 400                                                        |
| Het buisje aan de rechterkant wekte de indruk dat hier een dure motor met bovenliggende nokkenas met een koningsasaandrijving was gebruikt. In werkelijkheid lag de nokkenas onderin en verborg het buisje de twee stoterstangen. |

Al in 1934 had hoofdingenieur Hermann Reeb een 350cc-eencilinder ontwikkeld. Deze kopklepmotor met buitenliggende kleppen had nog een Columbus-motor (Columbus was eigendom van Horex) en ook al een buisje aan de rechterkant van de cilinder waarin de beide stoterstangen zaten. Deze Horex S 35 had nog geen achtervering, aan de voorkant zat een centraal geveerde Girder-voorvork. Deze machine, die ongeveer 12 pk leverde, was tamelijk succesvol en bleef tot aan het uitbreken van de Tweede Wereldoorlog in productie. In 1939 ontwikkelde Reeb samen met topconstructeur Richard Küchen een nog sportiever motorblok, de 18 pk-sterke Horex SB 35, waarbij "SB" stond voor "Sport Block". Dit blok werd waarschijnlijk in opdracht van Victoria ontwikkeld voor de Victoria KR 35 SN en de Victoria KR 35 SS. Het kwam echter goed van pas toen Victoria van de Wehrmacht opdracht kreeg duizenden Victoria Pionier-motorfietsen als ordonnancemotor te leveren. Dat betekende voor Horex-Columbus een levering van 11.000 motorblokken. Het bedrijf produceerde tijdens de oorlog zelf geen motorfietsen. In 1948 werd Horex het eerste Duitse merk dat van de geallieerden weer motorfietsen boven 250 cc mocht maken, mede omdat de fabriek niet platgebombardeerd was. Toch zou het nog een jaar duren vooraleer men een nieuwe "klantenmotor" op de markt kon brengen. Ingenieur Reeb richtte zich als eerste op een tweecilinder racemotor en een prototype voor de Horex Imperator, toen nog een 500cc-tweecilinder. 

## Horex Regina 350 (1949-1958)
Hoewel de Horex Regina 350 bij zijn prestentatie nog afstamde van de S 35/SB 35, was de hele motorfiets uiterlijk veel moderner. De primaire ketting zat achter een net zijdeksel dat nog vrijwel identiek was aan dat van de SB 35 en de kleppen waren ingesloten. Aan de voorkant zat een moderne telescoopvork en achter was plunjervering toegepast, een systeem dat ingenieur Reeb al voor de oorlog getekend had, maar dat directeur Kleemann te duur vond. De secundaire aandrijving verliep via een ketting in een geheel gesloten kettingkast. Het blok een boring/slagverhouding van 69 x 91,5 mm en leverde ook nog steeds 18 pk. Achter de uitlaatklep zat een spruitstuk met twee poorten, waardoor er ook twee uitlaatpijpen gebruikt werden. 

### Regina 1, 2, 3 en 4
De Regina 350 werd een groot succes en ze werd geëxporteerd naar meer dan zestig landen. In 1952 liep er elke zeven minuten een Horex Regina van de band. Ze werd in de loop der jaren nog doorontwikkeld. Zo veranderde de balhoofdhoek van 61° naar 65°, werd het balhoofd verstevigd en kreeg de machine ook een groter balhoofdlager. De remvoeringen werden breder. De nokkenasketting, in 1928 op alle modellen ingevoerd, verdween en werd vervangen door tandwielen. De eerste verbeterde versie uit 1951 kreeg de typenaam "Regina 1". Nadat in 1952 de Regina 350 Sport al een aluminium cilinderkop had gekregen, werden in 1954 alle gietijzeren cilinderkoppen vervangen door aluminium exemplaren. De "Regina 3" kreeg behalve aluminium cilinderkoppen ook een aluminium uitlaatdemper en spatborden. De typenaam "Regina 2" werd voor het 250cc-model gebruikt, de "Regina 4" wat het 400cc-model.

## Horex Regina 350 Sport (1952-1958)
In 1952 verscheen een sportversie van de Regina 350. Deze machine had een aluminium cilinderkop in plaats van de eerder gebruikte gietijzeren kop. De verschillende cilinderkoppen leken echter veel op elkaar, zo veel dat ze uitwisselbaar waren zodat van elke Horex Regina een Regina Sport gemaakt kon worden. Daarvoor moesten naast de cilinderkop echter ook de cilinder, de zuiger, de stoterstangen en het ronde omhulsel van de stoterstangen vervangen worden. Daarnaast moest een Amal-pompcarburateur en een ander spruitstuk voor de enkele uitlaat aangeschaft worden. Het hele systeem was als ombouwset te koop. Dit model had slechts één uitlaatpoort en één uitlaatpijp aan de rechterkant. Het leverde 20 pk bij 6.000 tpm. 

## Horex Regina 250 (1952-1958)
Eveneens in 1952 verscheen een kleinere versie van de Regina, de Horex Regina 250, waarbij zowel de boring als de slag kleiner waren geworden. Ze was eigenlijk bedoeld voor de export naar Zwitserland vanwege de belastingsklasse tot 250 cc die daar gold, maar vanaf 1953 was ze alleen nog in Duitsland verkrijgbaar. De Horex Regina 250 leverde 17 pk en was herkenbaar aan de enkele uitlaatpijp aan de linkerkant. 

## Horex Regina 250 V (1954-1956)
De Regina 250 was van veel chroom voorzien, maar toen de verkopen in 1954 begonnen te dalen kwam er een "spaarversie" met veel meer zwarte lak, wel voorzien van goudkleurige biezen. De aluminiumdelen waren niet gepolijst en de machine had standaard geen bagagedrager meer. 

## Horex Regina 400 (1954-1956)
De 400cc-Horex Regina 400 kwam in 1954 op de markt en was bedoeld als zijspantrekker, maar omdat ze 22 pk leverde en zonder zijspan 130 km/h haalde maakte ze de 350 S grotendeels overbodig. Met de komst van de Regina 400 verdween het druppelvormige, gestroomlijnde linker carterdeksel van Richard Küchen omdat de gietmallen versleten waren. Een andere reden voor de wijziging van het blok lag in de gewijzigde geluidsnormen die vanaf 1 april 1954 in werking traden. Ludwig Apfelbeck ontwierp daarom zelfs een blok met vier kleppen en een koningsas, maar dat werd nooit gebruikt. Wel werkte Apfelbeck aan de uiteindelijke motor, samen met de jonge ingenieur Rudolf Gunkel en Heinz Radtke, die uiteindelijk de motor van de Horex Resident zou bouwen. In 1956 werd de productie beëindigd. Er was toen inmiddels een 400cc-tweecilinder, de Horex Imperator. 

## Technische gegevens
| Horex Regina         | 350                 | 350 Sport           | 250                 | 250 V               | 400                 |
| -------------------- | ------------------- | ------------------- | ------------------- | ------------------- | ------------------- |
| Periode              | 1949-1958           | 1952-1958           | 1952-1958           | 1953-1956           | 1954-1956           |
| Categorie            | Toer                | Sport               | Toer                | Toer                | Zijspantrekker      |
| Boring               | 69 mm               | 69 mm               | 65 mm               | 65 mm               | 74,5 mm             |
| Slag                 | 91,5 mm             | 91,5 mm             | 75 mm               | 75 mm               | 91,5 mm             |
| Cilinderinhoud       | 342,1 cc            | 342,1 cc            | 248,9 cc            | 248,9 cc            | 398,9 cc            |
| Compressieverhouding | 6,8:1               | 6,8:1               | 7:1                 | 7:1                 | 6,8:1               |
| Max. Vermogen        | 18 pk bij 5.000 tpm | 20 pk bij 6.000 tpm | 17 pk bij 6.640 tpm | 17 pk bij 6.640 tpm | 22 pk bij 5.750 tpm |
| Topsnelheid          | 126 km/h            | Onbekend            | 120 km/h            | 120 km/h            | 130 km/h            |
| Droog gewicht        | 160 kg              | Onbekend            | 155 kg              | 155 kg              | 165 kg              |
| Voorganger           | SB 35               | Regina 350          | Geen                | Regina 250          | Regina 350          |
| Opvolger             | Resident 350        | Geen                | Regina 250 V        | Geen                | Imperator 400       |